# Tiny Dynamine
Tiny Dynamine è un EP del gruppo musicale scozzese di rock alternativo Cocteau Twins, pubblicato dall'etichetta 4AD nel novembre 1985.

## Tracce
1. Pink Orange Red – 4:41
2. Ribbed and Veined – 4:00
3. Plain Tiger – 4:01
4. Sultitan Itan – 3:53

## Gruppo
- Elizabeth Fraser - voce
- Robin Guthrie - chitarra
- Simon Raymonde - basso